# وسیلی کاپتیوخ
وسیلی کاپتیوخ (بلاروسی: Васіль Барысавіч Капцюх؛ زادهٔ june ۲۷, ۱۹۶۷ (۵۷ سال)) ورزشکار دو و میدانی اهل بلاروس است.